# Kelly Rutherford
Kelly Rutherford Deane (Elizabethtown, 6 de novembro de 1968) é uma atriz norte-americana, conhecida por seus papéis como Stephanie "Sam" Whitmore em Generations e como Lily van der Woodsen em Gossip Girl.

## Biografia
Ela trabalhou em Generations e Melrose Place, Rutherford também estrelou nos anos 90' Homefront como Judy Owen, em 1995 The Great Defender como Frankie Collet, em 1996 Kindred: The Embraced como Caitlin Byrne, em 2003 Threat Matrix como a Agente Especial Frankie Ellroy Kilmer, e também trabalhou em The Adventures of Brisco County, Jr como Dixie Cousins. Ela fez uma pequena participação em Scream 3 em 2000. Mais recentemente, Rutherford estrelou como Samantha "Sonny" Liston, na série de TV cancelada E-Ring. Rutherford interpreta Lily van der Woodsen no drama teen da CW Gossip Girl. Fez uma aparição como Stephanie na Série de TV "Bones".

## Filmografia

### Cinema
| Ano  | Título                                      | Papel              | Notas            |
| ---- | ------------------------------------------- | ------------------ | ---------------- |
| 1988 | Shakedown                                   |                    |                  |
| 1989 | Phantom of the Mall: Eric's Revenge         | Salesgirl          |                  |
| 1992 | Breaking the Silence                        | Cheryl             | Filme televisivo |
| 1994 | Tis a Gift to Be Simple                     | Emily Hanover      | Short film       |
| 1994 | I Love Trouble                              | Kim                |                  |
| 1994 | Amberwaves                                  | Lola Barnes        |                  |
| 1996 | No Greater Love                             | Edwina Winfield    | Filme televisivo |
| 1996 | Buried Secrets                              | Danielle Roff      | Filme televisivo |
| 1997 | Six Months of Darkness, Six Months of Light | Annie              | Short film       |
| 1997 | The Big Fall                                | Veronica           |                  |
| 1997 | Dilemma                                     | Mulher no bar      |                  |
| 1997 | Cyclops, Baby                               | Randy              |                  |
| 1998 | The Perfect Getaway                         | Julia Robinson     | Filme televisivo |
| 1998 | The Disturbance at Dinner                   | Marian Pronkridge  |                  |
| 2000 | Scream 3                                    | Christine Hamilton |                  |
| 2000 | The Chaos Factor                            | Jodi               |                  |
| 2001 | Acceptable Risk                             | Kim Welles         | Filme televisivo |
| 2001 | The Tag                                     | Wendy              |                  |
| 2002 | Angels Don't Sleep Here                     | Kate Porter        |                  |
| 2002 | Swimming Upstream                           | Sandra Bird        |                  |
| 2007 | Tell Me No Lies                             | Laura Cooper       | Filme televisivo |
| 2013 | A Sister's Nightmare                        | Jane Ryder         | Filme televisivo |
| 2013 | The Stream nolink                           | Maggie Terry       |                  |
| 2015 | Night of the Wild                           | Sara               | Filme televisivo |

### Televisão
| Ano       | Título                                  | Papel                               | Notas                                                  |
| --------- | --------------------------------------- | ----------------------------------- | ------------------------------------------------------ |
| 1987      | Loving                                  |                                     |                                                        |
| 1989–1991 | Generations                             | Stephanie "Sam" Whitmore            |                                                        |
| 1992      | Davis Rules                             | Erika                               | 2 episódios                                            |
| 1992–1993 | Homefront                               | Judy Owen                           | Elenco Regular; 21 episódios                           |
| 1992      | Bodies of Evidence                      | Diana Wallace                       | Episódio: "Afternoon Delights"                         |
| 1992      | Bill & Ted's Excellent Adventures       |                                     | Episódio: "As the Dude Turns (The Lives That We Live)" |
| 1993–1994 | TheAdventures of Brisco County, Jr.     | Dixie Cousins                       | 7 episódios                                            |
| 1995      | The Great Defender                      | Frankie Collett                     | Elenco Regular; 8 episódios                            |
| 1995      | Courthouse                              | Christine Lunden                    | 4 episódios                                            |
| 1996      | Kindred: The Embraced                   | Caitlyn Byrne                       | Elenco Regular; 7 episódios                            |
| 1996–1999 | Melrose Place                           | Megan Lewis Mancini                 | Elenco Regular (temporadas 5–7); 90 episódios          |
| 1999–2000 | Get Real                                | Laura Martineau                     | 4 episódios                                            |
| 1999      | Nash Bridges                            | Roxanne "Roxie" Hill                | Episódio: "Kill Switch"                                |
| 2000      | Sally Hemings: An American Scandal      | Lady Maria Cosway                   | Minissérie                                             |
| 2000      | The Outer Limits                        | Rachel                              | Episódio: "Nest"                                       |
| 2000–2001 | The Fugitive                            | Helen Kimble                        | 3 episódios                                            |
| 2001      | Night Visions                           | Marilyn Lanier                      | Episódio: "The Passenger List"                         |
| 2002–2003 | The District                            | Deputy Mayor Melinda Lockhart       | 6 episódios                                            |
| 2003–2004 | Threat Matrix                           | Special Agent Frankie Ellroy-Kilmer | Elenco Regular; 16 episódios                           |
| 2005–2006 | E-Ring                                  | Samantha "Sonny" Liston             | Elenco Regular; 21 episódios                           |
| 2007–2012 | Gossip Girl                             | Lily van der Woodsen                | Elenco Regular; 121 episódios                          |
| 2014      | Bones                                   | Stephanie McNamara                  | Episódio: "The Ghost in the Killer"                    |
| 2014      | Being Mary Jane                         | Cynthia Phillips                    | 4 episódios                                            |
| 2014      | Reckless                                | Joyce Reed                          | 4 episódios                                            |
| 2015      | The Mysteries of Laura                  | Lisa Hanlon                         | Episódio: "The Mystery of the Popped Pugilist"         |
| 2016      | Quantico                                | Laura Wyatt                         | Elenco Recorrente                                      |
| 2016      | Jane the Virgin                         | Editora                             | Capítulo 50                                            |
| 2017      | Nightcap                                | Ela mesma                           | Episódio: "What Would Staci Do?"                       |
| 2018      | Dynasty                                 | Melissa Daniels                     | 3 episódios                                            |
| 2019      | Pretty Little Liars: The Perfectionists | Claire Hotchkiss                    | Elenco Principal                                       |